# Ficus pilulifera
Ficus pilulifera är en mullbärsväxtart som beskrevs av Edred John Henry Corner. Ficus pilulifera ingår i släktet fikonsläktet, och familjen mullbärsväxter. Inga underarter finns listade i Catalogue of Life.